# Chaume (graminée)
Pour les articles homonymes, voir Chaume.

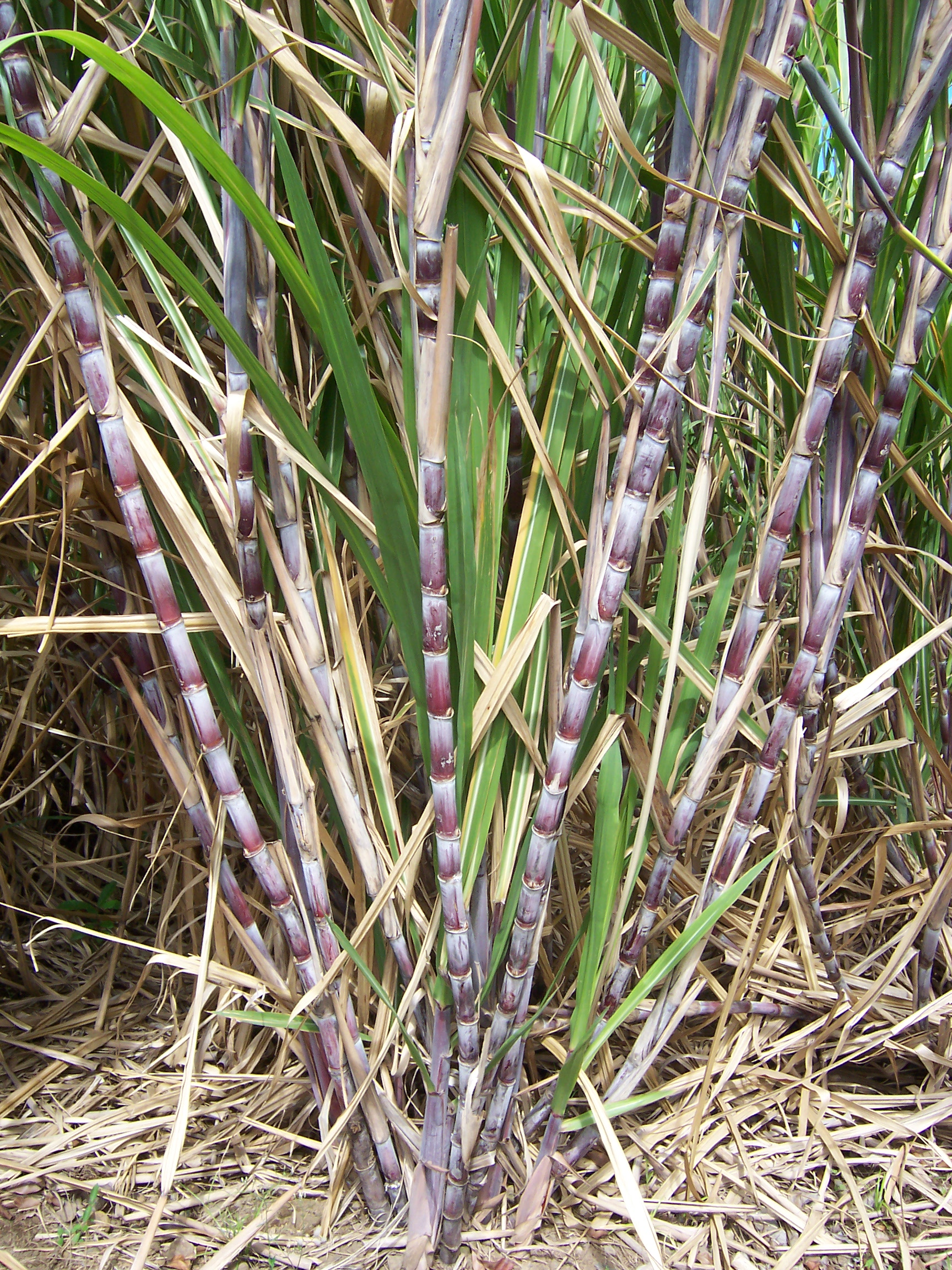
Tiges de cannes à sucre.

Le chaume est la tige caractéristique des plantes de la famille des Poaceae (graminées), formée d'une succession de nœuds et d'entrenœuds.
C'est une tige cylindrique, le plus souvent herbacée, légère et résistante, à port dressé, généralement creuse sauf au niveau des nœuds, à paroi mince, en règle générale non ramifiée (sauf chez les bambous).
Les tiges lignifiées ou sclérifiées de certaines espèces de graminées sont appelées « cannes », notamment la canne à sucre et la canne de Provence.

## Étymologie
Le terme « chaume » (anciennement « chaulme ») attesté en français depuis 1195, dérive du latin classique calamus, qui signifie « roseau », lui-même emprunté au grec κάλαμος (même sens).

## Galerie

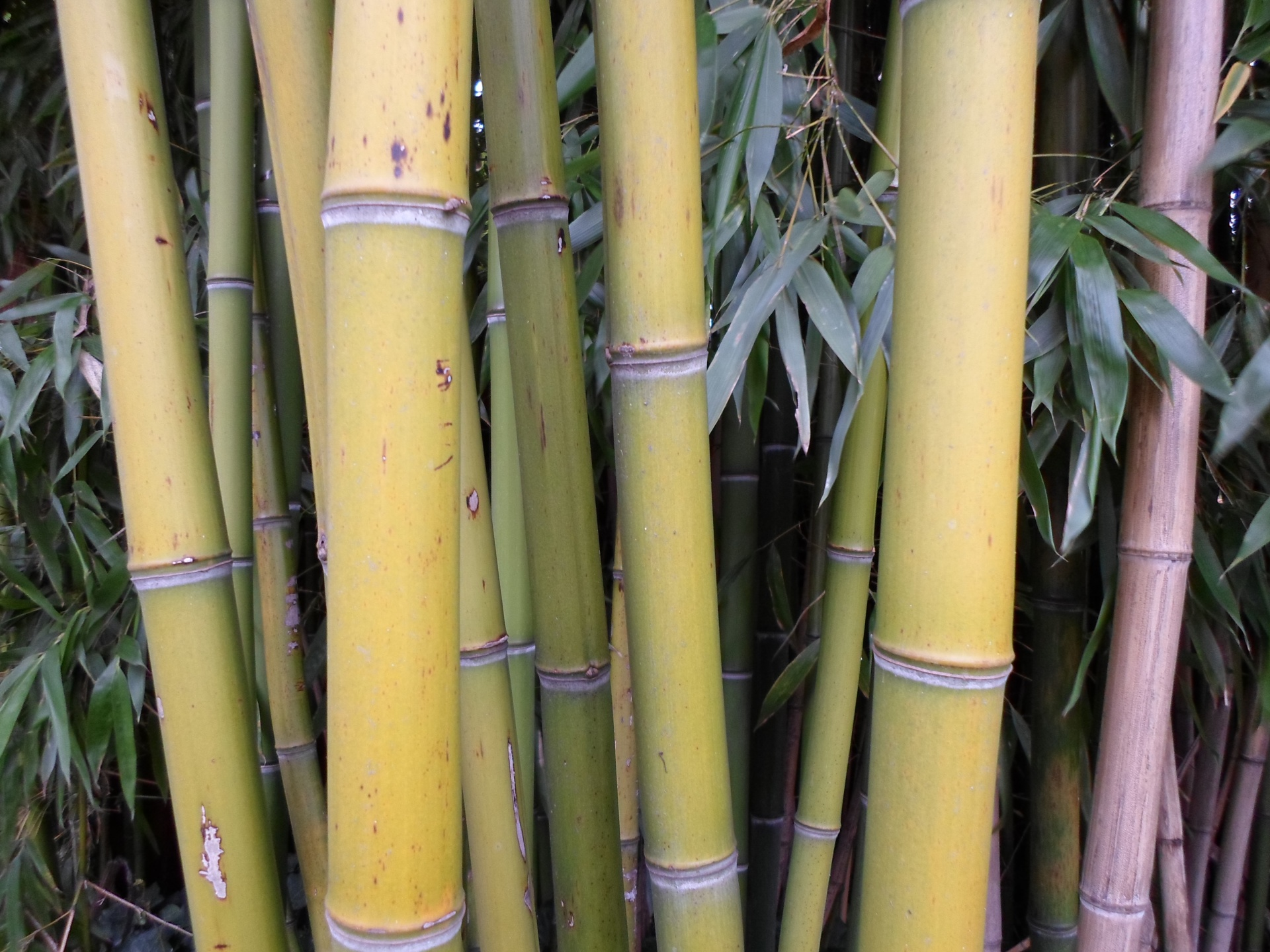
Chaumes de bambou.
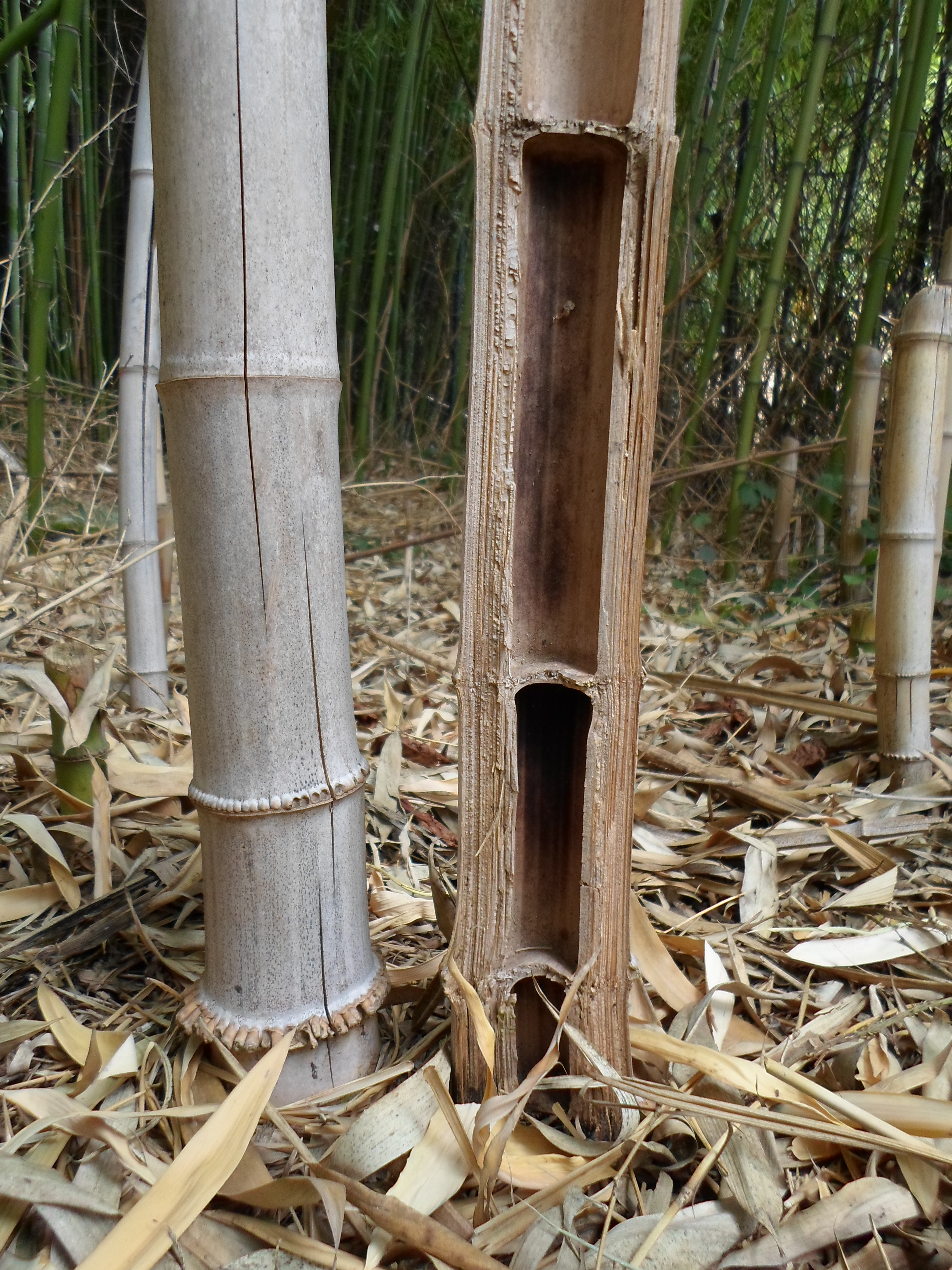
Pied de chaume de bambou, avec une coupe verticale montrant le cloisonnage (succession de nœuds et d'entrenœuds.) du chaume.
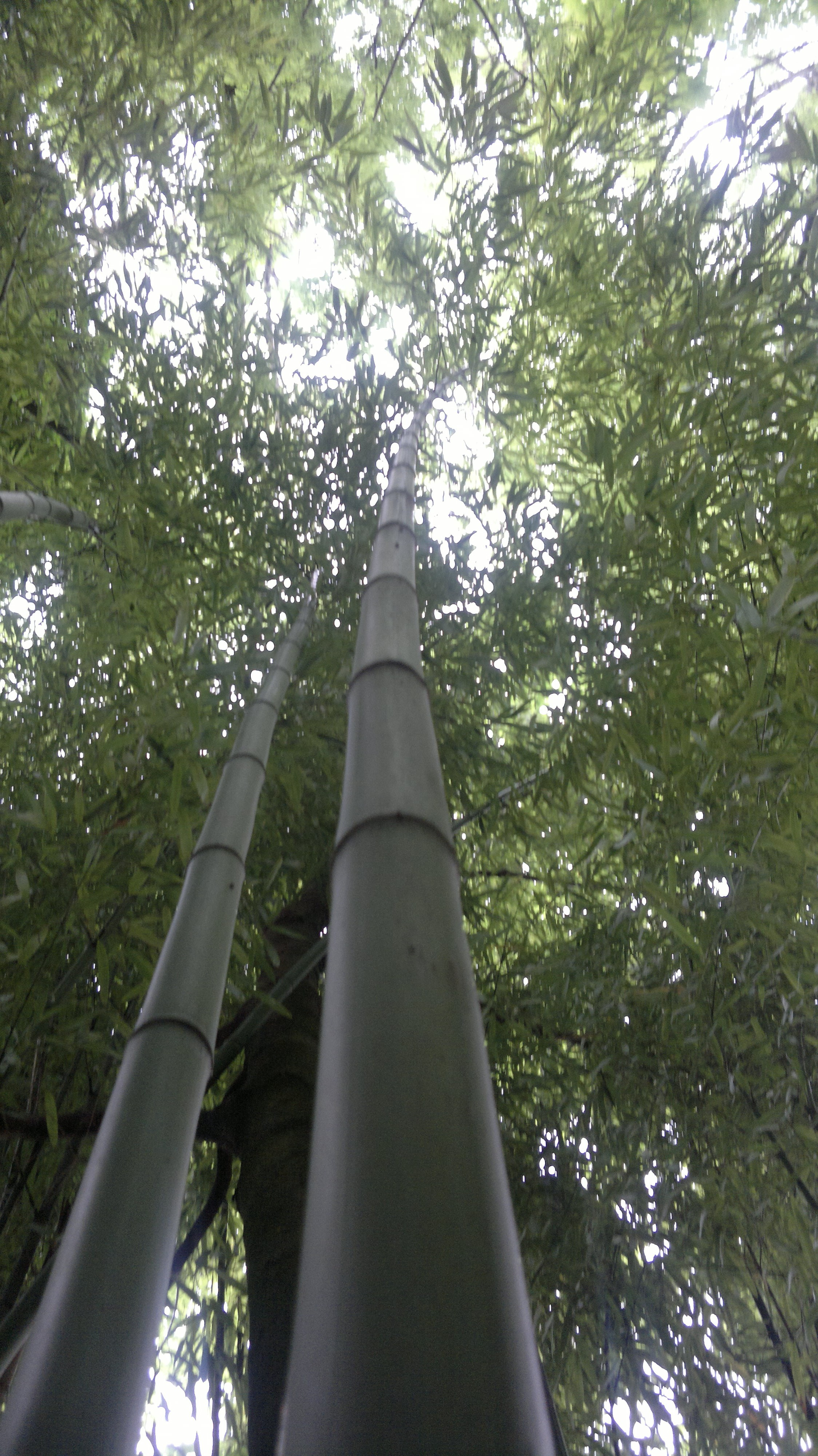
Chaume de bambou Phyllostachys viridiglaucescens
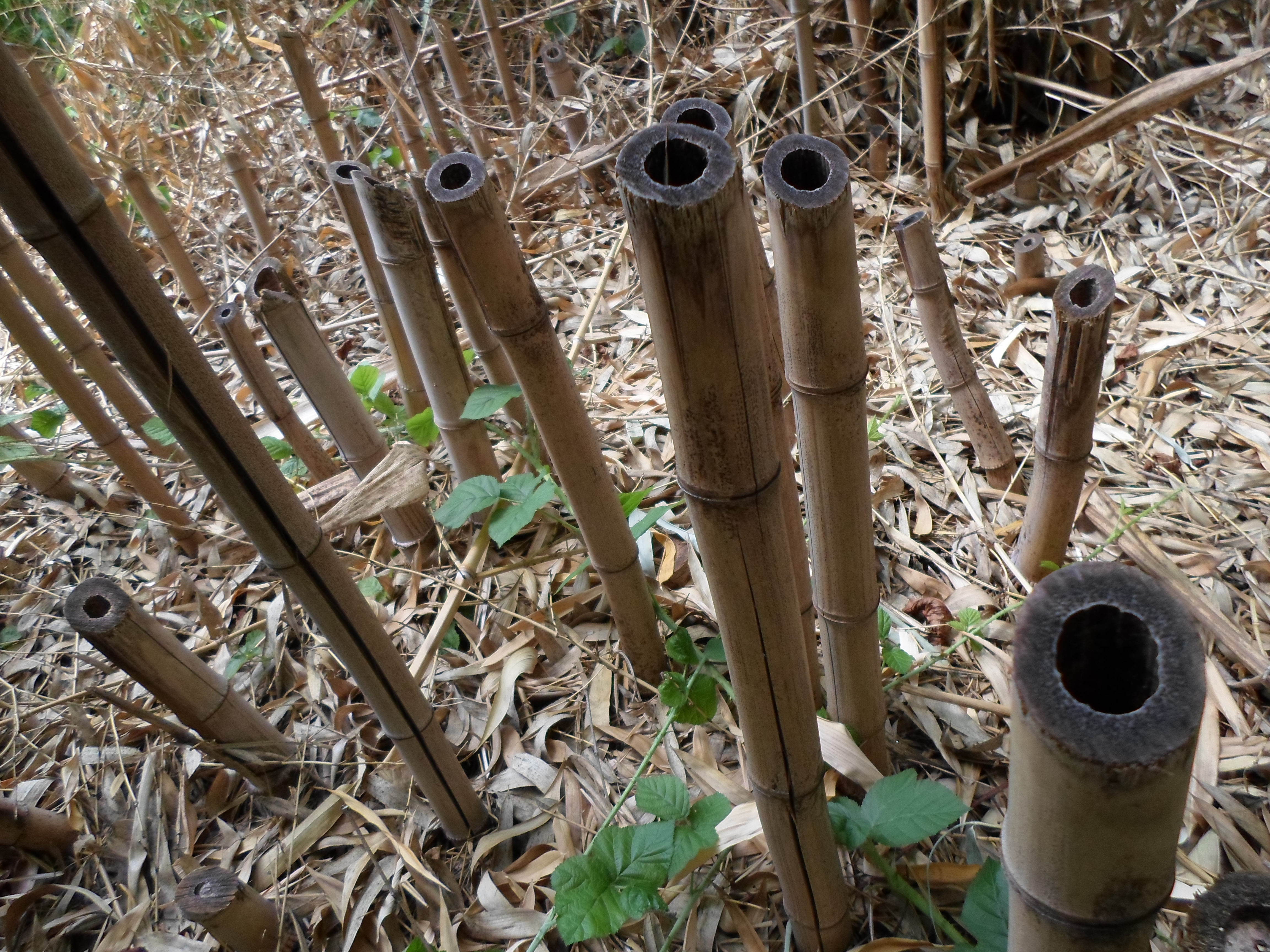
Pied de chaume de bambou, avec une coupe horizontale montrant la cavité cylindrique du chaume.